# Popis pracovního místa
Popis pracovního místa poskytuje základní informace o práci členěné podle jednotlivých bodů daného názvu pracovního místa, o vztazích podřízenosti a nadřízenosti, o celkovém účelu a hlavní odpovědnosti nebo hlavních úkolech či povinnostech.
Základní údaje lze doplnit dalšími informacemi, které poskytují více podrobností o povaze a obsahu práce, o faktorech nebo kriteriích určujících její úroveň pro účely hodnocení práce nebo kompetence (centrální databáze kompetencí) sloužící jako pomůcka při přípravě vzdělávacích programů a pro využití v assessment centrech. Pokud se zaměříme na aspekty chování role hrané držitelem pracovního místa, je možné přeměnit základní popis pracovního místa na úplnou definici role.
Základní popis pracovního místa může být využit k:
- Definování postavení pracovního místa v organizaci a pro pracovníka samého i pro ostatní i k vyjádření a vyjasnění jeho přínosu k naplňování cílů organizace nebo oddělení.
- Poskytování informací potřebných pro definování specifikace požadavků pracovního místa na držitele pro účely získávání pracovníků a pro informaci uchazečů o práci.
- Jako východisko pro vypracování pracovní smlouvy.
- Vytvoření rámců pro stanovení cílů.
- Vytvoření základny pro hodnocení práce a zatřídění prací podle jejich významu.

Popisy pracovních míst by neměly jít do velkých detailů. Měly by především definovat očekávaný přínos držitelů pracovních míst ve formě výsledků, kterých by měli dosáhnout (hlavní zodpovědnosti, klíčové oblasti výsledků nebo hlavní úkoly, činnosti nebo povinnosti) a jejich postavení v organizaci (vztahy podřízenosti a nadřízenosti).
Při přípravě tohoto typu popisu pracovního místa je třeba vzít v úvahu dva faktory:
- Flexibilitu - pracovní pružnost a víceoborovost jsou stále důležitější. Proto je třeba zabudovat flexibilitu do popisu pracovních míst. Toho se dosáhne spíše orientací na výsledky než popisem toho, co je třeba dělat - popisy by neměly popisovat detailně úkoly, které je třeba splnit. Důraz by měl být kladen na roli držitele pracovního místa, kterou hraje při využívání svých dovedností a schopností v určité široké oblasti odpovědností za dosažení výsledků. Cílem je zajistit, aby držitelé pracovních míst, od nichž se očekává pružnost v práci, nemohli říci "ne, to není v mém popisu práce".
- Týmovou práci - organizace s plošší organizační strukturou spoléhají více na dobrou týmovou práci a tento požadavek je třeba zdůraznit i v popisech pracovních míst.

Popis pracovního místa pro organizační účely, pro získávání pracovníků nebo pro účely pracovní smlouvy obsahuje zejména:
- název pracovního místa,
- definici celkového účelu nebo cílů práce na pracovním místě,
- seznam hlavních oblastí odpovědnosti, hlavních oblastí výsledků, úkolů, činností a povinností (nezáleží tolik na tom, jak se tyto oblasti nazývají, jde však o to, aby v pojmech "hlavní odpovědnosti" a "klíčové oblasti výsledků" byly zdůrazněny konečné výsledky, kterých má pracovník dosáhnout).

Požadavky na výkon jednotlivých povolání (pracovní místa) na trhu práce monitoruje a eviduje Národní soustava povolání a to ve svém katalogu povolání Archivováno 8. 4. 2013 na Wayback Machine.. V katalogu povolání naleznete nejaktuálnější informace o povoláních na českém trhu práce – o jejich náplni, potřebných znalostech a dovednostech pro výkon povolání, mzdách, volných místech a další zajímavosti. Dle Zákona o zaměstnanosti č. 435/2004 Sb. § 6 zodpovídá za Národní soustavu povolání Ministerstvo práce a sociálních věcí a její tvorbou a aktualizací je pověřena její přímo řízená organizace Fod dalšího vzdělávání.